# Microterangis hariotiana
Microterangis hariotiana là một loài thực vật có hoa trong họ Lan. Loài này được (Kraenzl.) Senghas mô tả khoa học đầu tiên năm 1985.